# Griffoendor
Griffoendor (Engels: Gryffindor) is een van de vier afdelingen op de toverschool Zweinstein uit J.K. Rowlings zevendelige boekenserie Harry Potter. De andere drie afdelingen zijn Zwadderich, Huffelpuf en Ravenklauw.
De afdeling staat bekend om zijn dapperheid, ridderlijkheid, durf en moed en is gesticht door Goderic Griffoendor. Het afdelingshoofd is professor Minerva Anderling.
In Harry Potters eerste jaar werd hij gesorteerd bij Griffoendor samen met Hermelien Griffel en Ron Wemel. Ron en Harry zijn vrienden geworden in de Zweinstein Expres, waar ze ook Hermelien Griffel ontmoeten; een slimme heks van dreuzelouders. Later in hun eerste jaar worden ze pas vrienden met Hermelien Griffel.

## Locatie
De locatie van de leerlingenkamer van Griffoendor is, net als bij de andere afdelingen, geheim voor hen die niet tot Griffoendor behoren. De Griffoendortoren bevindt zich op de zevende verdieping en wordt bewaakt door het portret van de Dikke Dame, een portret dat enkel opzij gaat wanneer men het juiste wachtwoord geeft. Het wachtwoord wordt regelmatig veranderd. Marcel Lubbermans heeft soms nog moeite om deze wachtwoorden te onthouden.

## Afdelingswapen
Het afdelingswapen van Griffoendor is een gouden leeuw op een scharlakenrode achtergrond. De leeuw is ook het symbool van de afdeling en rood en goud zijn de afdelingskleuren. Volgens J.K. Rowling horen Griffoendors bij het element vuur, wat de keuze voor hun afdelingskleuren zou verklaren.

## Afdelingsspook
De afdelingsgeest is Heer Hendrik van Malcontent tot Maling (Haast Onthoofde Henk Engels: Nearly Headless Nick). Deze bijnaam dankt hij aan het feit dat hij net niet onthoofd is; Er rest nog een klein stukje nek dat als een soort scharnier kan worden gebruikt.
Vanwege het feit dat hij niet helemaal onthoofd is mag hij ook geen lid worden van De Koplopers, een club voor onthoofde spoken

## Lijst van Griffoendors
- Eelco Abeel
- Minerva Anderling
- Katja Bell
- Belinda Broom
- Dikke Dame
- Simon Filister
- Hermelien Griffel
- Haast Onthoofde Henk
- Angelique Jansen
- Leo Jordaan
- Dennis en Kasper Krauwel
- Marcel Lubbermans
- Remus Lupos
- Parvati Patil
- Albus Perkamentus
- Peter Pippeling
- Olivier Plank
- Harry Potter
- James en Lily Potter
- Alicia Spinet
- Magnus Stoker
- Daan Tomas
- Regina Valster
- Arthur en Molly Wemel
- Bill Wemel
- Charlie Wemel
- Fred en George Wemel
- Ginny Wemel
- Percy Wemel
- Ron Wemel
- Sirius Zwarts